# پایه گرانشی (اخترشناسی)
پایهٔ گرانشی، یا بدنهٔ مرکزی، اصلی، یا اولیه (به انگلیسی: Primary (astronomy))، جسم فیزیکی اصلی در یک سیستم گرانشیِ محدود و چندقسمتی‌است که آن قسمت‌ها با نیروی گرانش باهم پیوسته و وابسته باشند. این بدنهٔ اصلی بیشترین مقدار جرم آن سامانه را تشکیل می‌دهد و به طور کلی در نزدیکی مرکز سنگینی آن قرار می‌گیرد.

جابه‌جایی مرکز سنگینی سراسری سامانهٔ خورشیدی نسبت به مرکز خورشید از ۱۹۴۵ تا ۲۰۰۰.

در سامانهٔ خورشیدی، خورشید برای همهٔ اشیائی که در اطراف آن قرار دارند، پایهٔ گرانشی است. به همان ترتیب، پایهٔ گرانشیِ تمام ماهواره‌ها (چه ماهواره‌های طبیعی آنها (ماه‌ها) یا ماهواره‌های مصنوعی باشند) سیاره‌ای است که آنها در مدار آن قرار گرفته‌اند. اصطلاح پایهٔ گرانشی اغلب برای جلوگیری از نیاز به روشن‌سازی این‌که جسمِ در نزدیکی مرکز سنگینی لزوماً یک سیاره، ستاره یا هر شیء دیگر نجومی باشد، استفاده می‌شود. بر همین اساس‌است که همیشه پایهٔ گرانشی، یا بدنهٔ مرکزی، به عنوان اسم برای هر آنچه که گرانش مرکزی را تأمین کند مورد استفاده قرار می‌گیرد.
موقعیت مرکز سنگینی سراسریِ همهٔ اشیای تشکیل‌دهندهٔ یک سامانه میانگین موقعیت آن‌ها و مقدار جرم آن‌هاست. در سامانهٔ خورشیدی خورشید چنان عظیم است که مرکز سنگینی سراسری سامانه در نزدیکی مرکز خورشید قرار دارد. با این حال، غول‌های گازی به اندازهٔ کافی از خورشید دور هستند که سبب شوند گاهی مرکز سنگینی سراسریِ سامانهٔ خورشیدی در خارج از خورشید قرار گیرد، با این‌که خورشید دارای بیشترین جرم سامانهٔ خورشیدی‌است.

## نمونهٔ نادر
در این باره که چه چیزی می‌تواند در واقع پایهٔ گرانشی نامیده شود، رابطهٔ پلوتو با ماه آن، شارون نمونهٔ جالبی‌است. مرکز سنگینی سراسری این‌دو جسم همیشه در خارج از سطح پلوتواست. این باعث شده که برخی از اخترشناسان سیستم پلوتو-شارون را به عنوان یک «سیارهٔ کوتولهٔ دوتایی» یا سیارهٔ دوگانه؛ به جای تنها یک سیاره کوتوله به عنوان پایهٔ گرانشیِ و ماه آن، از آن یاد کنند. در سال ۲۰۰۶، اتحادیه بین‌المللی اخترشناسی به طور مختصری تعریف رسمی واژهٔ سیارهٔ دوگانه را که می‌توانست به طور رسمی شامل پلوتو و چارون شود، مورد بحث قرار داد اما این تعریف در نهایت به تصویب نرسید.

## فراتر از سامانهٔ خورشیدی
فراتر از سامانهٔ خورشیدی، امروز استفاده از نام پایهٔ گرانشی، در اشاره به یک سیاره فراخورشیدی، پرسش‌برانگیزاست؛ اخترشناسان هنوز هیچ جسمی را که در پیرامون یک سیارهٔ فراخورشیدی قرار داشته‌باشد، شناسایی نکرده‌اند. استفاده از پایهٔ گرانشی برای اشاره به سیاه‌چاله‌های کلان‌جرم در مرکز بیشتر کهکشان‌ها نیز در ژورنال‌های علمی تاکنون دیده‌نشده‌است.